# Hugo Rocha
Vítor Hugo Simão do Vale Rocha (ur. 13 kwietnia 1972 w Faro) – portugalski żeglarz sportowy. Brązowy medalista olimpijski z Atlanty.

## Kariera sportowa
Brał udział w trzech igrzyskach olimpijskich (IO 92, IO 96, IO 00). W 1996 był trzeci w klasie 470. Płynął wówczas wspólnie z Nuno Barreto. W 1996 byli również wicemistrzami Europy.